# Coahuiltecos
Los coahuiltecos (del náhuatl: kwawiltekah ‘Habitantes de Kwawillan’), pajalates o pakawa, fueron una etnia de indígenas americanos nómadas conformada por unas 200 tribus afines, distribuidas en el territorio de los estados de Coahuila, Tamaulipas, Nuevo León (México) y Texas (Estados Unidos).

## Lengua e identificación étnica
La mejor información sobre los grupos de habla coahuilteca son procedentes de los misioneros Damián Massanet y Bartolomé Gareta. En los años de 1690 y 1691 Massanet hizo dos viajes de la misión de Candela en el este de Coahuila a San Antonio, en Texas, y reportó 39 grupos indígenas. También señaló que todos los indios en su camino hablaban el mismo idioma. 
Es posible que en la antigüedad los jumanos y hape hablaran coahuilteco ya que hostilizados por los apaches, huyeron a las regiones de Chihuahua.
El fraile García creó en 1760 un manual para el culto en coahuilteco. Hizo una lista de 18 grupos indígenas de las Misiones de San Antonio y Guerrero, que hablaban coahuilteco. También identificó algunos grupos poco conocidos de la costa del Golfo de Texas, como de habla coahuilteca. Algunos historiadores suponen que todos los nativos de la zona costera hablaban coahuilteco excepto los karankawa y los tonkawa.
Los españoles no tenían mucho interés en describir los pueblos nativos y dividirlos en unidades étnicas. No hubo diferencias significativas o características culturales para esa clasificación y así permanecieron inadvertidas organizaciones tribales, así como similitudes o diferencias en el idioma de los nativos. Los españoles se referían a un grupo indígena como nación y las llamaron después por ciertas características del paisaje, lugares y misiones. Solo un pueblo fue descrito culturalmente, como su peinado o la pintura. Por lo tanto, es extremadamente difícil para los antropólogos de hoy identificar la variedad de grupos indígenas, sobre las bases de su lengua y cultura.
Historiadores mexicanos posteriormente citaron que, con el tiempo, diferentes grupos lingüísticos llegaron a las misiones y aprendieron coahuilteco como lengua dominante, entonces los lingüistas creyeron que estos grupos estaban lingüísticamente relacionados con los coahuiltecos. Sin embargo, aún no está claro si todos los grupos étnicos de la región pertenecen al mismo grupo lingüístico.

Coahuiltecos indians

## Extensión
Existían grupos coahuiltecos desde la meseta de Edwards al norte, hasta la sierra norte de Tamaulipas en México. Gran cantidad de tribus estaban asentadas principalmente en regiones fluviales como ríos y lagunas, pero incluso algunos de estos grupos se encontraban en regiones desérticas (en Coahuila).

## Cultura y forma de vida
Se supone que compartían un idioma y cultura similar, mientras que en los de México, se observaron algunas diferencias. Por ejemplo, los Comecrudo tenían un idioma diferente, el cual es considerado por los lingüistas como una rama alterna de los coahuiltecos.
Los coahuiltecos subsistieron principalmente de la caza y la recolección, sin embargo en el sur de Tamaulipas también hubo un poco de agricultura. Colectaban un gran número de plantas silvestres y árboles frutales como el mezquite, los frijoles (género Prosopis), agave (Furcraea Genus), cactus, flores, frutas, nueces, bellotas, raíces y tubérculos. La introducción de ganado europeo alteró la vegetación original ya que originalmente la tierra estaba cubierta de arbustos espinosos. 

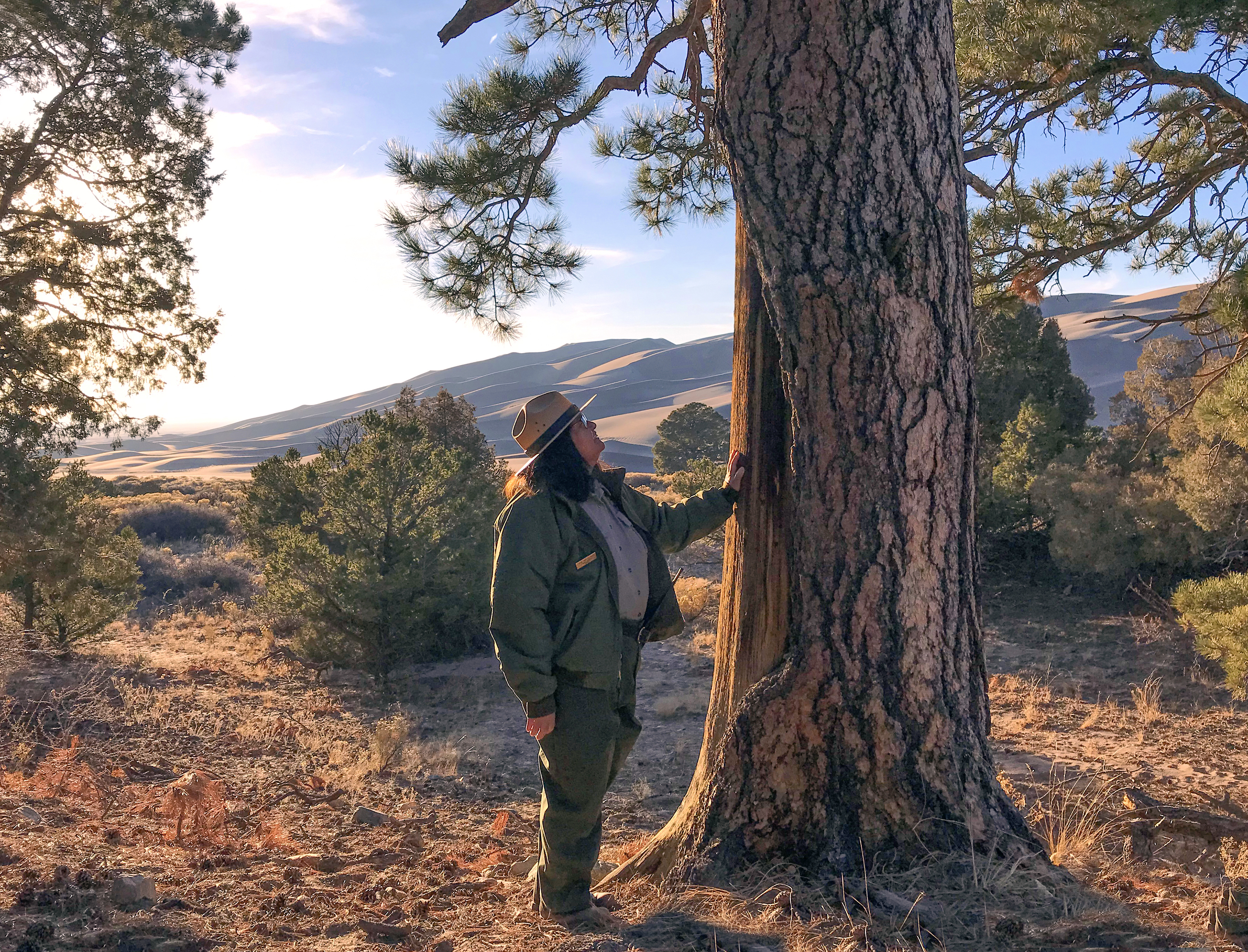
Un coahuilteco.

Muy importante era, por encima de todo, el bisonte, que se trasladó desde el norte hasta el sur de Texas y el noreste de Coahuila, Nuevo León y Tamaulipas. Cazaban venados y animales pequeños como pecaríes (pecarí; tayasuidos) y armadillos (armadillo; Dasypodidae), conejos, ratas y ratones, un montón de aves e innumerables especies de serpientes, lagartos, ranas y caracoles. Los peces eran capturados en los ríos al pasar junto a la red, también eran cazados mejillones y otros mariscos en el agua salada del Golfo durante todo el año.
Hay pocos informes de los colonos españoles sobre el campamento indio de verano, mientras que su paradero durante el invierno es del todo desconocido. Dos o más grupos compartieron el campamento de verano, cada uno de los cuales al parecer no tenía ninguna zona separada para forraje. El Mariame por ejemplo, se distribuían entre dos regiones, los límites exteriores eran al menos 130 km de ancho, aparte, mientras que el coto de caza de los papayas en el sur de Texas desde 1690 hasta 1709 se expandió según los viajeros españoles más de 50 km, en la que había diez campamentos indios. El Pampopa Pastia tenía un área de 135 km de longitud, porque la búsqueda de alimentos requería un área correspondientemente grande.
Las descripciones de la vida de los coahuiltecos sólo hay dos, provienen de dos siglos diferentes. La primera es la de Cabeza de Vaca y describe a su tiempo el Mariame al sur de Texas, donde vivió durante 18 meses, 1533-1534. La segunda fuente es de Alonso de León, el cual hizo una descripción general de los grupos indígenas, con los que se reunió en Nuevo León antes de 1649 como soldado. Esto era para los indios, un área residencial entre Monterrey y Cadereyta en el sur y Cerralvo en el noreste. Estas dos fuentes contienen no solo de su tecnología similar información, sino también las diferencias en la cultura, lo que puede explicarse por la distancia espacial de 240 kilómetros.
Los mariame vivieron durante nueve meses a partir de otoño a la primavera en el río Guadalupe en Texas por encima de la confluencia del río San Antonio, mientras que en verano se trasladaban 140 km al suroeste. Este ciclo estacional, se cosechaban frutos de cactus al oeste de bahía de Corpus Christi. Los mariame contaban en 1534 con unas 200 personas, que vivían en un pueblo de cuarenta casas. Las casas eran en forma de cúpula, redondas y estaban hechas de un marco de cuatro varillas flexibles, que se pegan en el suelo, doblados, atados juntos y cubiertos con esteras. Las barras y alfombras eran transportadas cuando el grupo se trasladaba. En el río Guadalupe, los indígenas iban a excursiones de caza dos días; éstas tenían lugar dos o tres veces al año y consistía en viajar del valle boscoso a los pastizales vecinos. 
Los indios también cazaban ratas, ratones y serpientes, comían caracoles, ranas, lagartos, arañas y otros insectos. En tiempos de hambruna comían incluso comían tierra, madera y heces de ciervos. Después de las inundaciones de abril y mayo, se capturaban peces en aguas poco profundas al drenarse la inundación. En otoño se recolectava pacana en el río Guadalupe, se trituraba y se mezcla con otras semillas, también se cosechaba en el verano tunas en grandes cantidades, algunas de los cuales se exprimían y se transformaban en jugo. Las raíces de ciertas plantas fueron la principal fuente de alimento en el invierno, pero eran escasas y difíciles de encontrar, en ese entonces las mujeres dentro de 8 a 12 km se reunían alrededor del campamento.
Los indios utilizaban el arco y la flecha como arma ofensiva y tuvieron pequeños escudos, que eran cubiertos con piel de bisonte. Ningún hombre de los Mariames tenía dos o más mujeres. El divorcio estaba permitido, pero no había ninguna razón, excepto insatisfacción sexual. El Mariame practicaba infanticidio femenino y a veces incluso mataban a los niños varones, cuando los sucesos desfavorables lo exigían. Esta práctica bárbara incluso debía evitar la sobrepoblación.
Alonso de León describió a los nombres de varios grupos indígenas, por ejemplo los Borrados, Pintos y Rayados, todos los cuales podrían ser clasificados como cazadores-recolectores. La mayoría de sus asentamientos eran pequeños y los lugares eran cambiados con frecuencia. Una solución consistía en hacer cerca de 15 casas, que eran dispuestas en un semicírculo, y en cada casa vivían de 8 a 10 personas, por lo que la ranchería tenía unos 150 habitantes. Las casas estaban alrededor, cubiertas de hierba, tenían una entrada baja. Cada casa tenía su fogata, principalmente utilizada para la iluminación. El fuego se encendía con una antorcha de madera y los residentes dormían en la hierba o pieles de animales.
Cazaban conejos, ciervos, ratas, aves y serpientes. Si un cazador había matado a un ciervo, marcaban el camino al cadáver, así las mujeres podían trasladarlo al campamento. El cazador se quedaba sólo con el pelaje del animal, mientras que el resto se lo dividió y distribuían. Las armas de caza eran arcos y flechas, y un palo de madera curvada, que servía como un báculo, arma y herramienta. Con la luz de las antorchas, los hombres podían cazar de noche mientras mujeres pescaban con arco y flecha, también utilizaban redes o bien capturaban los peces con la mano. En el invierno, comían diferentes tipos de tubérculos y raíces, especialmente raíces de agave (Genus Furcrea). Los indios también comían las flores de los cactus y sus frutos; consumidos frescos o secos. Trabajaban el mezquite, con el que hacían harina. Sabían también utilizar la sal o al menos una planta cuyas cenizas se utilizan como un sustituto de la sal.
Los hombres iban vestidos y llevaban sandalias, las cuales usaban solo por el senderismo a través de terreno espinoso. Las mujeres estaban cubiertas de hierba y en el abdomen dos pieles de animales con ranuras en el pecho y la espalda. En la parte trasera, una capa de piel se sujetaban a la cintura, llegaba hasta el suelo y se le proporcionaba un dobladillo. Dentro podían guardar perlas, conchas, dientes de animales, semillas y frutos secos, los cuales hacían ruido cuando se arrastraban por el suelo. Los hombres y las mujeres tenían el pelo largo que les caía hasta la cintura, el cual se lo sujetan con broches de cuero. Los pelones se peinaban el pelo en la frente, atado con un palo largo. Los palos y los huesos fueron colocados como adornos de la oreja, nariz y pecho. La identidad étnica podía reconocerse por el tipo de tatuajes en la cara y el cuerpo. A la vista sólo corrían líneas de la nariz a la frente hacia arriba, mientras que todo el cuerpo estaba cubierto de tiras anchas, rectas o curvas, presumiblemente la razón de la denominación dada por los españoles, ejemplos de ello son los Pintos, Borrados o Rayados.

## Historia
Los indígenas de la zona murieron ya en una etapa temprana, de modo que sólo los documentos de la época anterior pueden proporcionar información. Dibujos y pinturas europeas, artefactos en los museos y excavaciones arqueológicas en números limitados dan poca información sobre determinados grupos. Muy poco se sabe acerca de su desalojo, la pérdida de población y la eventual extinción. Debido a que los restos de algunos grupos se manifestaron en las misiones españolas, los registros de la misión y los censos podrían revelar mucho. La expansión territorial y el tamaño de la población antes y después de la expulsión es incierto.

### Expulsión
Con la llegada de los españoles a los territorios del Norte, los indios pasarían a robar cabezas de ganado mayor, pero con preferencia al ganado equino, dado que aprendieron a montar a caballo, en este sentido huían montando dichos caballos robados, y con la característica, muchas veces observada por los españoles, de que en su huida los indios podían pasar de un caballo a otro cuando iban corriendo, lo que les daba una ventaja ante los españoles, quienes normalmente solo disponían de una montura, y por lo mismo luego de correr cierto tiempo y cierta distancia sus caballos terminaban muy cansados, mientras que los indios al pasar de un animal a otro entonces ese cansancio era evitado, es obvio decir que los caballos podían correr más rápido que las reses, y así terminaron consumiendo carne de caballo, esta práctica se debió a que  les resultó más fácil hacer estos robos, que a perseguir a los animales silvestres, de allí que atacar haciendas, villas, lo mismo que asaltar a los viajeros en los caminos para despojarlos de caballos y mulas, en este último caso, más que robar a los españoles otros bienes o mercancías que transportaban normalmente.. 
Por otro lado los indígenas realizaban sus ataques y depredaciones en una forma de tipo guerrilla, que era golpear, robar, matar y retirarse, sin mantener un combate prolongado, para luego retirarse apresuradamente, lo que indica que su organización táctica se enfocaba en robar u matar, y nada más, pero por otro lado ante estas acciones se tiene que los españoles organizaban expediciones punitivas, para atacarlos en sus rancherías o aduares, causándoles gran cantidad de muertos y heridos si es que llegaban a ser sorprendidos, aunque normalmente podían llegar a huir hacia las zonas desérticas o de las montañas, donde los españoles tenían dificultades para perseguirlos debido a lo árido de aquellas tierras y a lo  agreste de aquellas.  
En el norte de la frontera española, los apaches penetraron en el sur de Texas. En la primera mitad del siglo XVII robaban el caballo los apaches a los colonizadores españoles en Nuevo México y fue la potencia dominante en las planicies del sur. En los años 1683 a 1684 viajó Domínguez de Mendoza desde El Paso a la meseta de Edward. Llamó a numerosos grupos de nativos americanos, que habían sido expulsados de los apaches en la zona este de la parte baja del río Pecos. La expansión de los apaches aumentó a medida que en 1680 la revuelta del pueblo estalló y los apaches perdieron su fuente de nuevos caballos. A mediados del siglo XVIII los apaches llegaron a las llanuras costeras de Texas y fueron conocidos como los Apaches Lipan. El giro Lipan expulsó a los últimos pueblos indígenas restantes del sur de Texas, la mayoría de los cuales huyeron a las misiones españolas en el área de San Antonio. 
En 1790, los españoles volvieron su atención principal de los grupos coahulitecos y karankawa sobre los apaches invasores. En Coahuila, vecino de Texas era el único sitio donde había una convivencia apache-coahuiltecana inusual. Los grupos locales se mezclaron con los refugiados de Coahuila, Chihuahua y Texas. Algunos de ellos huyeron de la presión de los colonos blancos, incluso al norte hacia Texas Highlands.

### Misiones evangelizadoras
Las numerosas misiones españolas otorgaron refugio a la población de origen indígena desplazada y amenazada. Las primeras misiones fueron construidas en el límite del asentamiento. Debido a que vivían de la agricultura, que sólo podían existir cuando había suficientes trabajadores indígenas. Las misiones fueron distribuidas de manera irregular. Algunas estaban muy lejos las unas de las otras, mientras que a veces había grupos, a menudo de dos a cinco juntos. Un mayor número de indígenas desplazados reunidos en estos grupos misioneros, porque éstos generalmente también tenían una guarnición como protección. Algunas misiones duraron menos de una década, otras duraron hasta un siglo.
El número de diferentes grupos indígenas variaban desde menos de veinte a más de un centenar de grupos. Muchos grupos estaban formados por menos de 10 personas. En las misiones de más edad, especialmente en el norte, fueron más comúnmente encontrados grupos. En los pueblos de indios de la misión vivían en promedio alrededor de 100 miembros de los diversos grupos que venían de una gran área alrededor de la misión, algunos también provenían de zonas distantes. Aunque los sobrevivientes de un grupo por lo general estaban en una misión, también había personas o familias de un grupo étnico que se extendían por varias misiones.

### Pérdida de identidad
La mayoría de los coahuiltecos perdieron en el siglo XVIII su identidad. En 1800 había sólo unos pocos, conocidos por su nombre, pero en 1900 se habían extinguido todos. Misiones y aldeas de refugiados eran los últimos bastiones de la identidad étnica. Estos indios trabajaron en minas y plantíos. Al final del siglo XVIII, muchas misiones se habían ya cerrado y a las familias indígenas se les dio un pequeño pedazo de tierra para que la trabajaran. Albert S. Gatschet investigó en 1886 a los descendientes de dos o tres grupos en el lado sur del río Grande, pero ellos desconocían su antigua lengua. Hacia 1981 algunos descendientes de estos pueblos indígenas todavía estaban dispersos en comunidades de México y Texas.

## Tribus coahuiltecas
La etnia estaba compuesta por alrededor de 200 tribus.
| A-H             | H-O             | O-P         | P-T             | T-Z            |
| --------------- | --------------- | ----------- | --------------- | -------------- |
| Aguastayas      | Orejones        | Oydican     | Payayas         | Tarequano      |
| Alazapas        | Ohaguames       | Paac        | Payuguan        | Teana          |
| Andacaminos     | Hiabu           | Paachiqui   | Peana           | Tecahuistes    |
| Annas           | Hihames         | Pabor       | Pelones         | Tejones        |
| Apayxam         | Huacacasa       | Pacaruja    | Piedras Blancas | Teneinamar     |
| Aranamas        | Huanes          | Pachal      | Piquique        | Tenicapeme     |
| Asan            | Hume            | Pachalaque  | Pinanaca        | Tepachuaches   |
| Atajal          | Juamaca         | Pachaloco   | Piniquu         | Tepemaca       |
| Atastagonies    | Jueinzum        | Pachaquen   | Pintos          | Terocodame     |
| Borrados        | Juncatas        | Pachaug     | Pita            | Tet            |
| Cabias          | Junced          | Pacpul      | Pitahay         | Tetanauoica    |
| Cacafes         | Macapao         | Pacuaches   | Pomuluma        | Tetecores      |
| Cachopostales   | Macocoma        | Pacuachiam  | Prietos         | Tilijaes       |
| Camai           | Mallopeme       | Paguan      | Psaupsau        | Tinapihuayas   |
| Cantunas        | Mamuqui         | Paguanan    | Putaay          | Tiopines       |
| Casas chiquitas | Manam           | Pajalat     | Quanataguo      | Tocas          |
| Carrizos        | Manico          | Pajarito    | Quems           | Tonzaumacagua  |
| Casastles       | Manos Coloradas | Yuê         | Quepanos        | Tripas Blancas |
| Chaguantapam    | Manos de Perro  | Pamaque     | Quesal          | Tuancas        |
| Chagustapa      | Manos Prietas   | Pamaya      | Quitacas        | Tumamar        |
| Chapamaco       | Maquems         | Pamoranos   | Salapaque       | Tumpzi         |
| Chemoco         | Maraquites      | Pampopas    | Samampac        | Tusanes        |
| Chuapas         | Matucar         | Papanac     | Sampanal        | Tusonid        |
| Cimataguo       | Matuime         | Inocoplos   | Sanipao         | Tuteneiboica   |
| Cluetau         | Maubedan        | Parantones  | Secmoco         | Uracha         |
| Cocomeioje      | Mauyga          | Parchaque   | Senisos         | Venados        |
| Comecrudo       | Mazapes         | Parchinas   | Siaguan         | Vende Flechas  |
| Cotonam         | Menenquen       | Pasalves    | Siansi          | Viayam         |
| Cupdan          | Mescales        | Pasnacanes  | Sillanguayas    | Viddaquimamar  |
| Escaba          | Mesquites       | Pasqual     | Sinicu          | Xarame         |
| Espopolames     | Milijaes        | Pastaloca   | Siupam          | Xiabu          |
| Gavilán         | Morbanas        | Pastancoyas | Sonaque         | Yurguimes      |
| Geies           | Mulatos         | Pasteal     | Sonayan         | Ybdacax        |
| Guanipas        | Muruam          | Patague     | Suanas          | Yeme           |
| Gueiquesales    | Narices         | Patan       | Sulujame        | Yman           |
| Guerjuatida     | Natao           | Patanium    | Tacame          | Yacdossa       |
| Guisoles        | Nazas           | Patou       | Taimamares      | Zorquan        |
| Haeser          | Necpacha        | Patzau      | Tanpacuazes     |                |
| Hapes           | Obozi           | Pausanes    | Ymic            |                |
| Harames         | Ocana           | Pausaqui    | Yoricas         |                |
| Heniocane       | Odoesmades      | Pausay      | Ysbupue         |                |

Los grupos en ocasiones guerreaban para ganar mejores lugares de vegetación o de cacería.

## Demografía
La antigua población, así como el tamaño y el número de los diferentes grupos étnicos de la región es difícil de evaluar. Cifras de población son abundantes, pero se refieren principalmente a remanentes de grupos desplazados que vivían juntos en misiones o pueblos vecinos. La mayoría de las cifras provienen de la parte norte de la región, que se convirtió en el centro de los indígenas desplazados. Para más información sobre las cifras de población anteriores a la inmigración europea, se tiene que utilizar la escasa información de los documentos de Cabeza de Vaca de 1542. Informó en 1674 que el grupo más numeroso era el de los Gueiquesal del noreste de Coahuila y estaba formada por 512 personas. En 1727, otro misionero estima que, en promedio los Paquache del Río Nueces en el sur de Texas tenían hasta 350 miembros. Documentos del periodo 1747-1772 indican que los Comecrudo del noreste de Tamaulipas tenían alrededor de 400 miembros, mientras que otros solo tenían de 100 a 300 miembros.
Las estimaciones de la población total en 1690 varían ampliamente. Un historiador estima que la población total en el noreste de México, incluyendo el desierto al oeste de río Concho en Chihuahua era de 100 000 indígenas. Otro hizo una lista con 614 nombres de grupo coahuiltecos y llegó a la conclusión de un total de 86 000 miembros, que se calculó suponiendo que cada grupo tuviera un promedio de 140 miembros.